# Olivier Higgins
Olivier Higgins, né en 1979 à Québec, est un cinéaste documentariste québécois, de même qu'un directeur photo et un monteur. Avec Mélanie Carrier, il a fondé Mö films, une société de production cinématographique basée à Québec. Ensemble, ils ont réalisé et produit les documentaires Asiemut et Québékoisie, plusieurs fois primés à travers le monde.

## Biographie
Olivier Higgins est né à Québec, au Canada, en 1978. Biologiste de formation, c’est en documentant ses nombreuses aventures à travers le monde qu’il découvre la vidéo. L’image lui permet alors de partager avec ses proches les différents projets qu’il réalise aux côtés de Mélanie Carrier, qu’il s’agisse de ses études universitaires à l’île de La Réunion, de projets à Madagascar, au Népal ou en Inde, ou de périples d’escalade au Mexique, aux États-Unis et en Afrique du Sud. Son premier film, Asiemut (2007), relate la traversée de 8 000 km à vélo de la Mongolie à l’Inde qu'il effectue avec Mélanie Carrier. Asiemut remporte 35 prix à travers le monde, en plus d’être distribué dans une quarantaine de pays et d’être diffusé sur plusieurs chaînes télé dont ARTE, RTBF, TSR, RAI, Al Jazeera et Télé-Québec. Olivier Higgins et Mélanie Carrier présentent aussi Asiemut lors de tournées de ciné-conférences au Québec avec les Grands Explorateurs, en Belgique, au Luxembourg et en Suisse avec Exploration du Monde, ainsi que dans de nombreux événements au Canada, aux États-Unis, en France, en Pologne, en Allemagne, etc.
C’est en 2010 qu'Olivier Higgins fonde, aux côtés de Mélanie Carrier, MÖ FILMS, une boîte de production basée à Québec et dédiée principalement au documentaire. Son second film, Rencontre (Encounters) (2011), relate l’aventure d’un groupe de jeunes Innus, Hurons-Wendat et Saguenéens le long d’un sentier ancestral reliant le Lac Saint-Jean à Québec. Sélectionné par la National Geographic Society, Rencontre remporte lui aussi plusieurs prix à l’étranger. Au même moment, son court-métrage de fiction satirique à saveur environnementale, L’Homme de Glace (2011), est diffusé dans une bonne vingtaine de festivals à travers le monde.
Son long métrage documentaire, Québékoisie, questionne la relation complexe entre les Québécois non-autochtones et les Premières Nations au Québec. Lancé lors des Rencontres internationales du documentaire de Montréal à la fin novembre 2013, Québékoisie remporte le Prix Magnus Isacsson remis à un film témoignant d’une conscience sociale exceptionnelle. Le film prend ensuite l’affiche un peu partout au Québec, notamment au Cinéma Cartier à Québec, où il demeure 15 semaines à l’affiche, et au Cinéma Beaubien à Montréal où il prend l’affiche pendant 5 semaines. Québékoisie se retrouve alors dans le TOP 5 des films canadiens les plus vus en salles du 24 janvier 2014 au 20 février 2014 et est en nomination pour le Prix Jutra du "Meilleur long métrage documentaire 2014". Lauréat de plusieurs honneurs, Québékoisie se voit notamment couronné du "Grand Prize – Best Feature Documentary" au Rhode Island International Film Festival et fait partie d'une tournée de plus de 35 projections en Suisse avec l'organisation Exploration du Monde. En 2015, Olivier Higgins développe un projet de long métrage documentaire avec l'Office national du film du Canada,. En 2020, il co-réalise et co-produit le film Errance sans retour, un film documentaire proposant un regard poétique et immersif sur le camp de réfugiés le plus peuplé au monde, soit le camp de réfugiés rohingyas de Kutupalong au  Bangladesh, et coorganise avec Mélanie Carrier l'exposition Errance sans retour au Musée national des beaux-arts du Québec, en collaboration avec Karine Giboulo. Cette œuvre est exposée par Art Mûr à la Biennale de Venise.

## Filmographie

### Réalisateur-scénariste-producteur-monteur
- 2020 : Errance sans retour (Wandering, a Rohingya Story)
- 2013 :  Québékoisie, documentaire
- 2011 : Rencontre (Encounters), documentaire
- 2011 : L'Homme de Glace (Ice philosophy), court-métrage de fiction
- 2006 : Asiemut, documentaire, film d'aventure

## Honneurs et titres
- 2020 : Festival de cinéma de la ville de Québec : Prix du public - Long métrage, pour Errance sans retour[7]
- Festival international du cinéma francophone en Acadie : Prix La Vague du meilleur long métrage documentaire, pour Errance sans retour[8]
- 2020 : DOCSMX (Festival international de films documentaires de Mexico) : Prix Global Docs, pour Errance sans retour
- 2015 : Inclusion à la liste des diplômés influents de l'Université Laval
- 2014 : Prix « Œuvre de l’année » pour Québékoisie, Conseil des arts et des lettres du Québec[9]
- 2014 : Nomination aux Prix Jutra, meilleur long métrage documentaire, pour Québékoisie[10]
- 2014 : Prix Meilleur long métrage documentaire, Rhode Island International Film Festival, pour Québékoisie[11]
- 2014 : Prix Best of Fest, Wakefield International Film Festival, pour Québékoisie
- 2014 : Prix Meilleur long métrage documentaire, Dreamspeakers Film Festival, pour Québékoisie
- 2014 : Prix du Public, Festival documentaire Vues sur Mer, pour Québékoisie[12]
- 2014 : Prix Humanitaire, Festival documentaire Vues sur Mer, pour Québékoisie[12]
- 2014 : Présidence d’honneur – Festival documentaire Vues sur Mer de Gaspé[13]
- 2013 : Prix Magnus Isacsson, Rencontres internationales du documentaire de Montréal, pour Québékoisie[14]
- 2007-2008 : 35 prix dans des festivals de films à travers le monde pour le documentaire Asiemut.
- 2007 : Lauréat de Québec Radio-Canada / Le Soleil à titre de réalisateur du film Asiemut.

## Sources
- « MÖ FILMS », sur mofilms.ca (consulté le 6 octobre 2021)